# Pszeudotachylit
A pszeudotachylit diszlokációs metamorf hatásra képződött, azaz nyírási, törési zónák mentén kialakult, ultrafinom szemcsés, üveges vagy üvegesnek kinéző, metamorf kőzet. Megjelenését tekintve a tűzkőre hasonlít. Képződése: tektonikai mozgás hatására a súrlódás következtében helyileg (néhány cm³-nyi térfogatban) a hőmérséklet annyira megnőhet, hogy a kőzetanyag megolvad, de mivel a környezete sokkal hidegebb, a megolvadás után szinte azonnal meg is dermed. Sávos, irányított szövetű megjelenési formája a hialomilonit.

## Rokon kőzetek
- kataklázit, milonit, dörzsbreccsa, vetőbreccsa, vetőagyag